# (31466) Abualhassan
1999 CU26 (asteroide 31466) é um asteroide da cintura principal. Possui uma excentricidade de 0.13022750 e uma inclinação de 3.16863º.
Este asteroide foi descoberto no dia 10 de fevereiro de 1999 por LINEAR em Socorro.